# Campionati mondiali di karate 1992
L'11ª edizione del campionato mondiale di karate si è svolta a Granada nel 1992. Hanno partecipato 712 karateka provenienti da 72 paesi.

## Medagliere
| Posizione | Nazione          | Oro | Argento | Bronzo | Totale |
| --------- | ---------------- | --- | ------- | ------ | ------ |
| 1         | Spagna           | 4   | 2       | 5      | 11     |
| 2         | Giappone         | 4   | 2       | 3      | 9      |
| 3         | Regno Unito      | 4   | 1       | 0      | 5      |
| 4         | Australia        | 2   | 0       | 0      | 2      |
| 5         | Turchia          | 1   | 2       | 1      | 4      |
| 6         | Francia          | 1   | 1       | 6      | 8      |
| 7         | Stati Uniti      | 0   | 2       | 0      | 2      |
| 8         | Paesi Bassi      | 0   | 1       | 2      | 3      |
| 9         | Italia           | 0   | 1       | 2      | 3      |
| 10        | Norvegia         | 0   | 1       | 0      | 1      |
| 10        | Cecoslovacchia   | 0   | 1       | 0      | 1      |
| 10        | Svezia           | 0   | 1       | 0      | 1      |
| 13        | Germania         | 0   | 0       | 4      | 4      |
| 14        | Antille Olandesi | 0   | 0       | 1      | 1      |
| 14        | Finlandia        | 0   | 0       | 1      | 1      |

## Podi

### Kata
| Posizione | Karateka        |
| --------- | --------------- |
| 1         | Luis-Maria Sanz |
| 2         | Ryoke Abe       |
| 3         | Laurent Riccio  |

| Posizione | Karateka     |
| --------- | ------------ |
| 1         | Yukio Minura |
| 2         | M. Genung    |
| 3         | Narcisco San |

| Posizione | Nazione  |
| --------- | -------- |
| 1         | Giappone |
| 2         | Spagna   |
| 3         | Francia  |

| Posizione | Nazione     |
| --------- | ----------- |
| 1         | Giappone    |
| 2         | Stati Uniti |
| 3         | Spagna      |

### Kumite
| Posizione | Karateka            |
| --------- | ------------------- |
| 1         | Veysel Burgur       |
| 2         | David Luque Camacho |
| 3         | Damien Dovy         |
| 3         | N. Fujita           |

| Posizione | Karateka      |
| --------- | ------------- |
| 1         | J. Rubio      |
| 2         | B. Kandaz     |
| 3         | Murat Uysal   |
| 3         | Janne Timonen |

| Posizione | Karateka         |
| --------- | ---------------- |
| 1         | W. Thomas        |
| 2         | Junichi Watanabe |
| 3         | M. Oggianu       |
| 3         | R. Rivano        |

| Posizione | Karateka        |
| --------- | --------------- |
| 1         | Wayne Otto      |
| 2         | Jørn-Ove Hansen |
| 3         | Bertold Burkle  |
| 3         | Tomas Herreri   |

| Posizione | Karateka         |
| --------- | ---------------- |
| 1         | Jose Egea        |
| 2         | M. Gachulinec    |
| 3         | Dudley Josepa    |
| 3         | Christophe Pinna |

| Posizione | Karateka     |
| --------- | ------------ |
| 1         | B. Peakall   |
| 2         | Serge Tomao  |
| 3         | J. Hernandez |
| 3         | H. Roovers   |

| Posizione | Karateka   |
| --------- | ---------- |
| 1         | A. Hayashi |
| 2         |            |
| 3         | Toni Dietl |
| 3         |            |

| Posizione | Karateka      |
| --------- | ------------- |
| 1         | C. Machin     |
| 2         | Jillian Toney |
| 3         | M. Mazurier   |
| 3         | O. Yaman      |

| Posizione | Karateka          |
| --------- | ----------------- |
| 1         | Molly Samuels     |
| 2         | Chiara Stella Bux |
| 3         | Carmen Garcia     |
| 3         | T. Petrovic       |

| Posizione | Karateka          |
| --------- | ----------------- |
| 1         | C. Belriti        |
| 2         | Nuhran Firat      |
| 3         | Silvia Wiegartner |
| 3         | Y. Yoneda         |

| Posizione | Nazione  |
| --------- | -------- |
| 1         | Spagna   |
| 2         | Svezia   |
| 3         | Francia  |
| 3         | Giappone |

| Posizione | Nazione     |
| --------- | ----------- |
| 1         | Regno Unito |
| 2         | Paesi Bassi |
| 3         | Francia     |
| 3         | Italia      |

## Fonti
- (EN) Sito della Federazione Mondiale di Karate, su wkf.net.